# Félix Gaillard
Félix Gaillard d'Aimé (ur. 5 listopada 1919 w Paryżu, zm. 10 lipca 1970) – polityk francuski, premier, polityk radykalno-socjalistyczny.
Od 1946 pełnił różne funkcje państwowe. W 1957 był ministrem finansów w rządzie Maurice’a Bourgès-Maunoury’ego. Od 5 listopada 1957 do 15 kwietnia 1958 był premierem IV Republiki Francuskiej (Gaillard był najmłodszym premierem w historii Francji do 1984, kiedy to na czele francuskiego rządu stanął Laurent Fabius).
Félix Gaillard był politykiem Partii Radykalnej, a w latach 1958–1961 był jej przewodniczącym.
10 lipca 1970 pomiędzy wyspami Jersey i Guernsey doszło do eksplozji jachtu, na którym znajdował się Félix Gaillard i jego 22-letni przyjaciel Dominique Cirotteau. Obaj zginęli na miejscu. Przyczyną wybuchu było spięcie instalacji elektrycznej.